# Endolandrevus rostratus
Endolandrevus rostratus är en insektsart som först beskrevs av Henri Saussure 1877.  Endolandrevus rostratus ingår i släktet Endolandrevus och familjen syrsor. Inga underarter finns listade i Catalogue of Life.